# Chiesa di San Martino (Arnad)
La chiesa di San Martino ad Arnad costituisce una interessante testimonianza di architettura romanica in valle d'Aosta risalente ai secoli XI e XII, nonché delle trasformazioni quattrocentesche avvenute nel contesto culturale dominato dalla figura di Giorgio di Challant.

## Storia

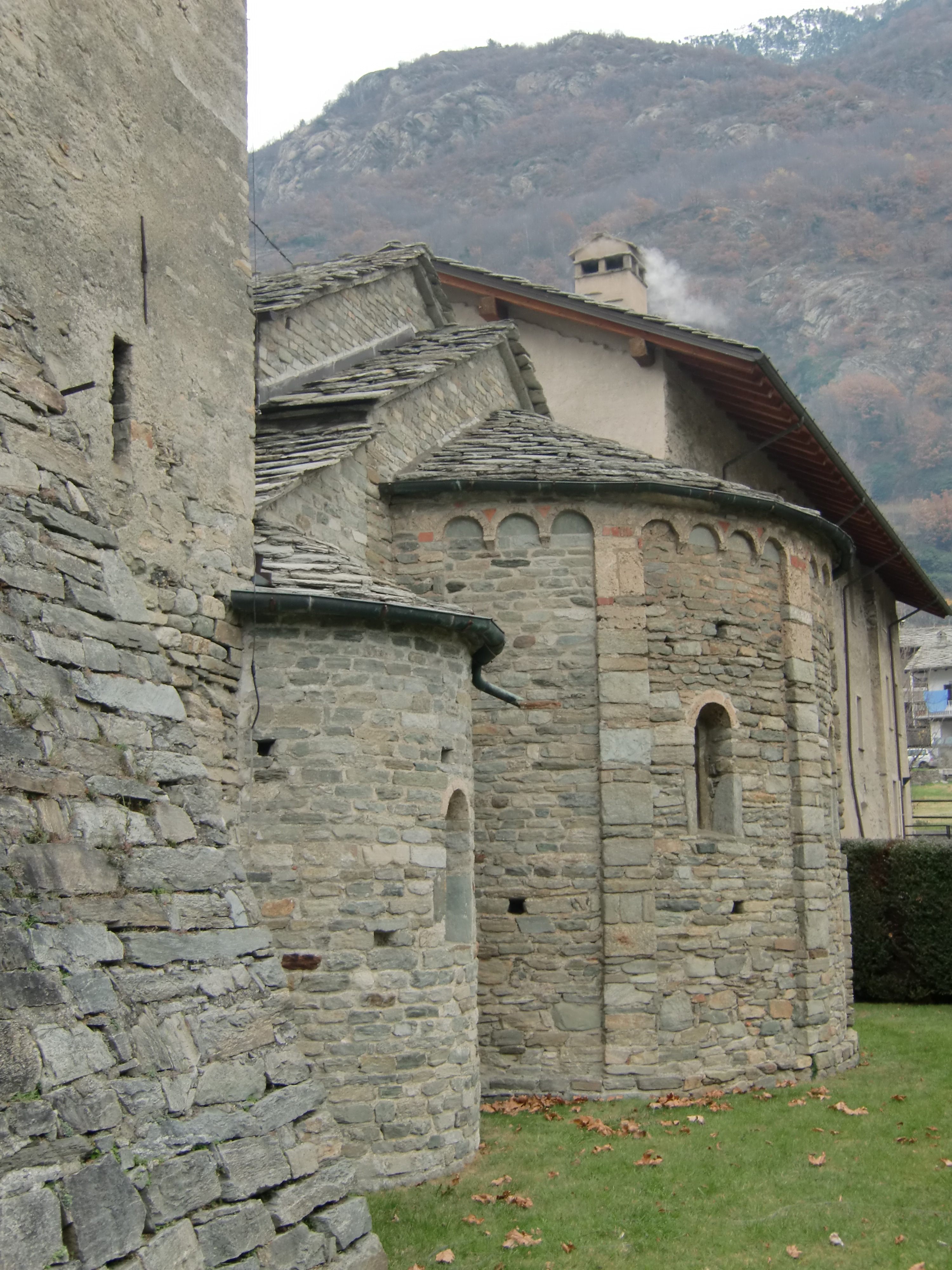
Absidi romaniche della chiesa

Per scoprire le origini della chiesa occorre risalire verosimilmente al IX secolo quando essa venne edificata nella piana di Arnad-Le-Vieux come cappella del monastero ivi eretto dai benedettini di Fruttuaria. Di tale periodo rimangono tracce nelle fondazioni murarie e nell'abside centrale.
Nel corso dell'XI secolo una delle periodiche inondazioni distrusse la parrocchiale dedicata a Saint-Germain di Auxerre situata più a valle. Fu allora deciso di trasformare la cappella del monastero nella nuova parrocchiale del borgo. L'antico edificio fu quasi interamente ricostruito ed ingrandito, ed assunse una struttura basilicale a tre navate che ha poi conservato nel tempo.
Le strutture murarie della chiesa romanica realizzate tra i secolo XI e XII sono quasi interamente in pietra: furono impiegati infatti essenzialmente ciottoli di fiume e conci di tufo
La copertura della chiesa era probabilmente assicurata da un tetto a capriate sulla navata centrale e da volti a botte su quelle laterali. È verosimile, per comparazione con moltissime altre basiliche romaniche, che sotto la zona absidale fosse presente una cripta. La chiesa era dotata di un campanile di cui sono rimaste oggi le murature romaniche che arrivano fino al livello delle prime monofore (il resto è il risultato di interventi successivi).
Nel 1181 i benedettini lasciarono la Valle d'Aosta cedendo la chiesa al priore di Saint-Gilles a Verrès.

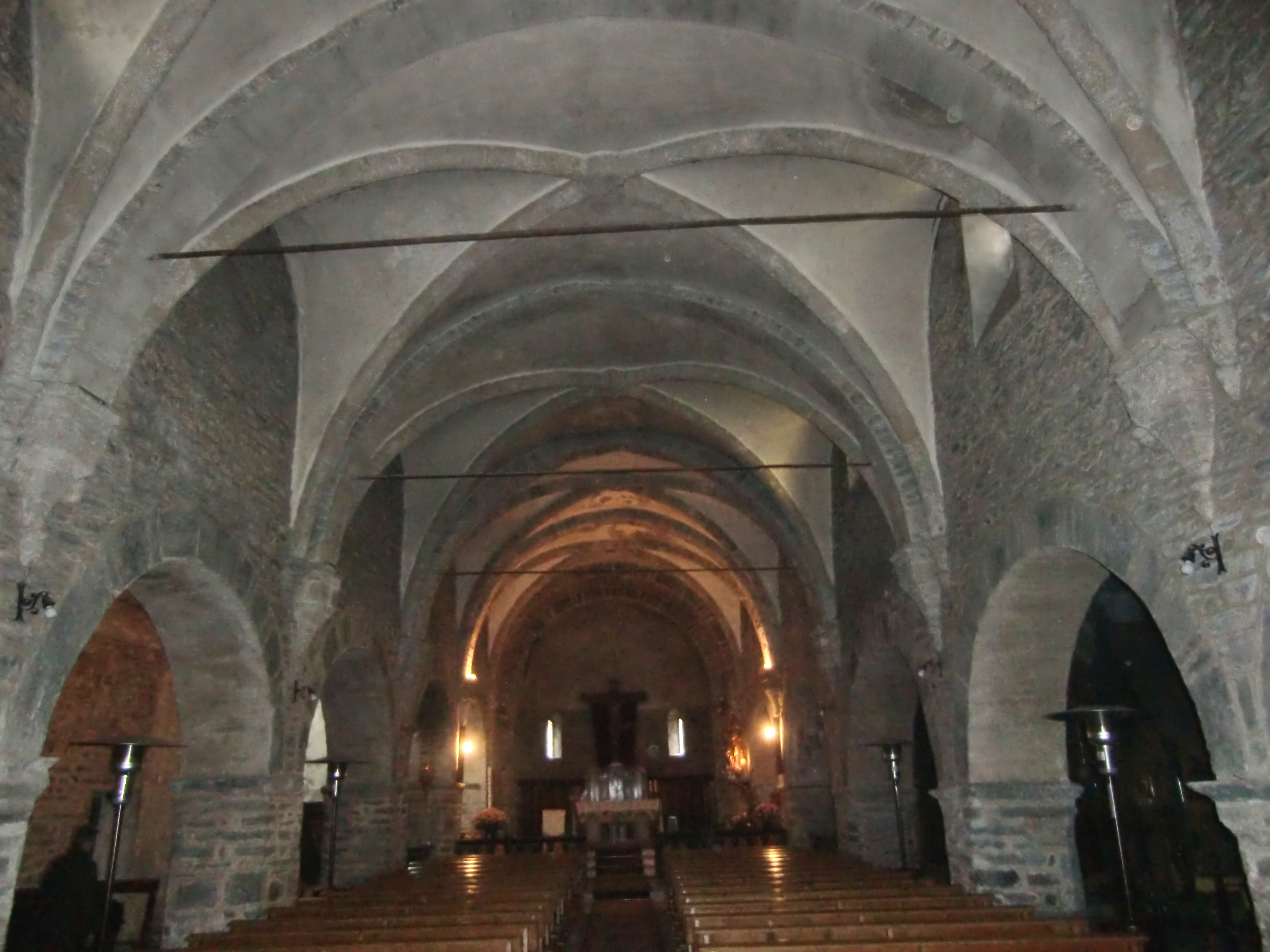
Interno della chiesa

Interventi sulla chiesa vennero effettuati all'inizio del XV secolo per rimediare ai danni di un'altra alluvione eccezionale che aveva danneggiato il tetto e parti della torre campanaria. Trasformazioni più importanti avvennero negli ultimi decenni del Quattrocento, ai tempi del grande fervore di rinnovamento culturale ed artistico valdostano condizionato da Giorgio di Challant.
In quegli anni - come avvenne anche nella cattedrale aostana e nella collegiata di Sant'Orso - si creò al di sotto del tetto una copertura con volte a crociera segnate da pronunciati costoloni.
Sulla facciata fu rifatto il portale d'ingresso adottando una elegante decorazione in tufo (oggi ancora visibile) che forma un arco a stemma rovesciato culminante in motivo formato da due tronchi d'albero intrecciati. Tale intreccio intendeva verosimilmente simboleggiare l'unione di due casate: esso sarebbe stato realizzato in omaggio al matrimonio tra una baronessa dei Vallaise, antichi signori di Arnad, ed un conte dei Challant di Issogne, nipote di Giorgio di Challant, priore della collegiata di Sant'Orso.
Molti interventi ulteriori hanno avuto luogo nel Seicento. Proprio all'inizio del secolo il campanile fu ristrutturato ed irrobustito per poi innalzare la guglia ottagonale con la quale esso culmina.
Gli interventi seicenteschi più radicali modificarono profondamente l'aspetto esterno ed interno della chiesa. Furono demolite le ultime due campate verso l'altare, l'arco trionfale ed il catino dell'abside centrale per far posto, sopra il presbiterio, ad un alto tiburio con cupola ottagonale. Sulla facciata davanti al portale d'ingresso fu costruito un portichetto con colonne in pietra e volta a spicchi che nascondeva le decorazioni del portale stesso. Vennero abbattute le absidiole e sfondate le pareti laterali per far posto alle due grandi cappelle laterali con tamburo e cupola, aventi altezza superiore a quella delle navatelle laterali, realizzando in tal modo le sembianze di un transetto. Tali cappelle (tuttora esistenti) furono realizzate, rispettivamente, quella di sinistra dai Baroni di Vallaise, e quella di destra dalla Confraternita del Rosario.
Anche la decorazione interna fu profondamente rimaneggiata con l'impiego di stucchi ed arredi di gusto tipicamente barocco, secondo il gusto artistico del tempo.
Gli interventi di restauro eseguiti negli anni 1949-52 - resi necessari per porre rimedio alle precarie condizioni statiche della chiesa attraverso un consolidamento delle fondazioni ed altri interventi strutturali - hanno mirato anche, sul piano estetico, a restituire alla chiesa la sua fisionomia romanica e tardo gotica. Furono dunque riedificate le absidi laterali (pur conservando le due cappelle costruite tra XVII e XVIII secolo); si provvide ad abbattere il tiburio innalzato sull'abside ed a ricostruire le volte a crociera delle due ultime campate verso l'altare, si rimosse il porticato in facciata ed altro ancora.
Vennero anche soppresse in gran parte le decorazioni e gli stucchi interni (già ripetutamente rimaneggiati nel corso del tempo), si eliminò l'intonaco che copriva le pareti dentro e fuori dalla chiesa. In questo progetto di ritorno all'antico solo le (modeste) decorazioni delle due cappelle laterali sono state tenute in vita.

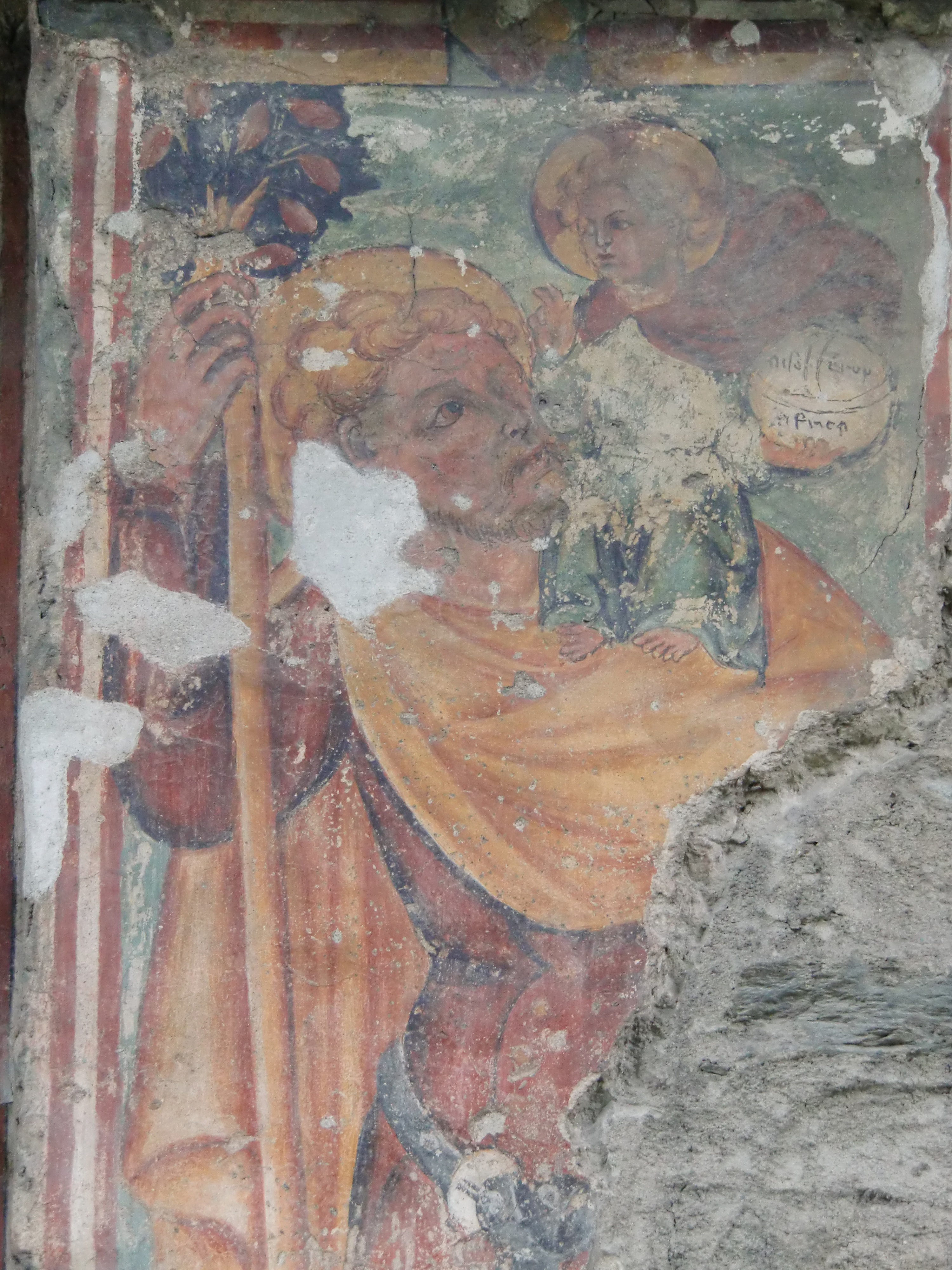
"Maestro di Arnad", San Cristoforo

## Descrizione

### Gli affreschi
Uno degli elementi di maggiore interesse della chiesa è costituito dal superstite ciclo di affreschi antichi.
Gli affreschi meglio conservati (normalmente non visitabili per ragioni di sicurezza) si trovano nello spazio tra il tetto e le volte della navata di sinistra: vi si riconoscono raffigurazioni di San Giorgio e il drago, del Banchetto di Erode, poi le figure degli Apostoli, una Crocifissione, un San Maurizio a cavallo e la scena del Martirio di Santo Stefano.
Altri dipinti dello stesso anonimo frescante, convenzionalmente denominato "Maestro di Arnad" si trovano all'esterno della chiesa, sulla parete destra; essi occupavano l'intero spazio tra la facciata e la porta laterale, ma solo alcuni sono ancora relativamente leggibili. Vi si riconoscono una Messa di San Gregorio e, ai lati della porta, le due grandi figure di San Cristoforo e di San Pietro.
Il linguaggio pittorico del "Maestro di Arnad" si connota per una evidente persistenza di modelli tardo gotici, ed in particolare per un marcato espressionismo dei tratti. Lo stesso linguaggio è rinvenibile negli affreschi osservabili sulla facciata della cappella dei Santi Fabiano, Sebastiano e Solutore a Fleuran di Issogne che sono databili 1428. In un intorno degli stessi anni si collocano quindi anche affreschi di Arnad
Altri affreschi antichi sono rinvenibili nella navata destra, nei pressi della porta laterale (si tratta delle scene ormai quasi illeggibili del Martirio di Sant'Agata e del Martirio di San Lorenzo) e nell'infradosso di un'arcata (figura di Sant'Antonio abate), opere di frescati più tardi del "Maestro di Arnad" e diversi tra loro.

### Organo a canne
Su una cantoria lignea in controfacciata è collocato l'organo a canne, costruito nel 2004 dalla ditta Brondino Vegezzi Bossi di Centallo.
Lo strumento, a trasmissione mista (meccanica per la consolle in tribuna, elettrica per quella in navata), ha due tastiere di 58 tasti e una pedaliera piana parallela di 30 note.

## Il museo parrocchiale
La chiesa conserva al proprio interno, in alcune vetrine poste vicino al grande altare ligneo in stile barocco della cappella di destra, una collezione di statue lignee, bassorilievi, reliquari, lavori d'oreficeria, paramenti sacri, libri liturgici ed altri oggetti di arte sacra. Particolarmente meritevoli di attenzione sono un crocefisso risalente alla seconda metà del XIII secolo e due bassorilievi (provenienti da un flügelaltar di manifattura tedesca) rappresentanti un San Rocco ed un San Sebastiano, attribuiti alla bottega dello scultore Michael Parth (attivo nella seconda meta del XVI secolo).

## Galleria d'immagini

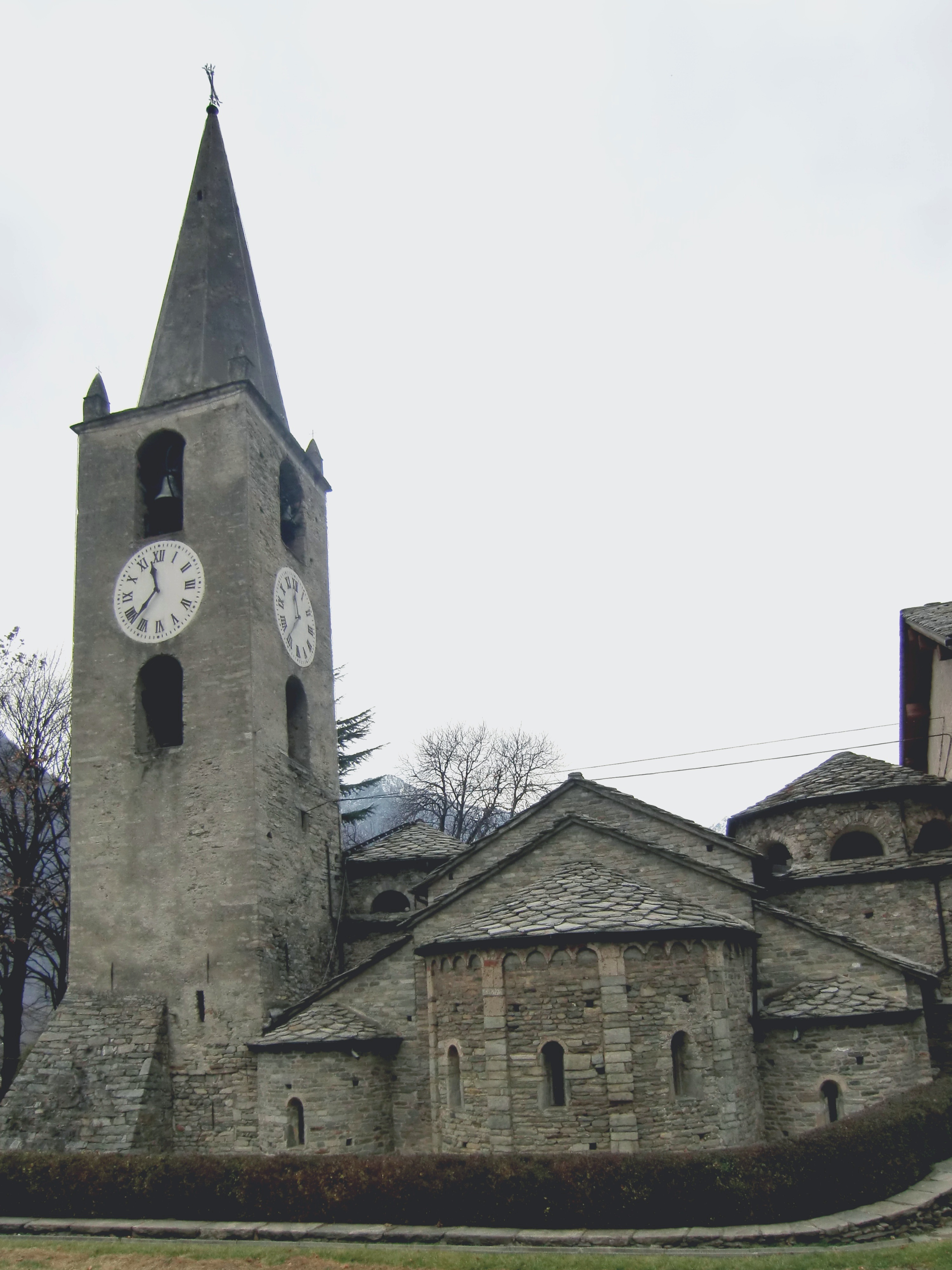
Campanile ed absidi
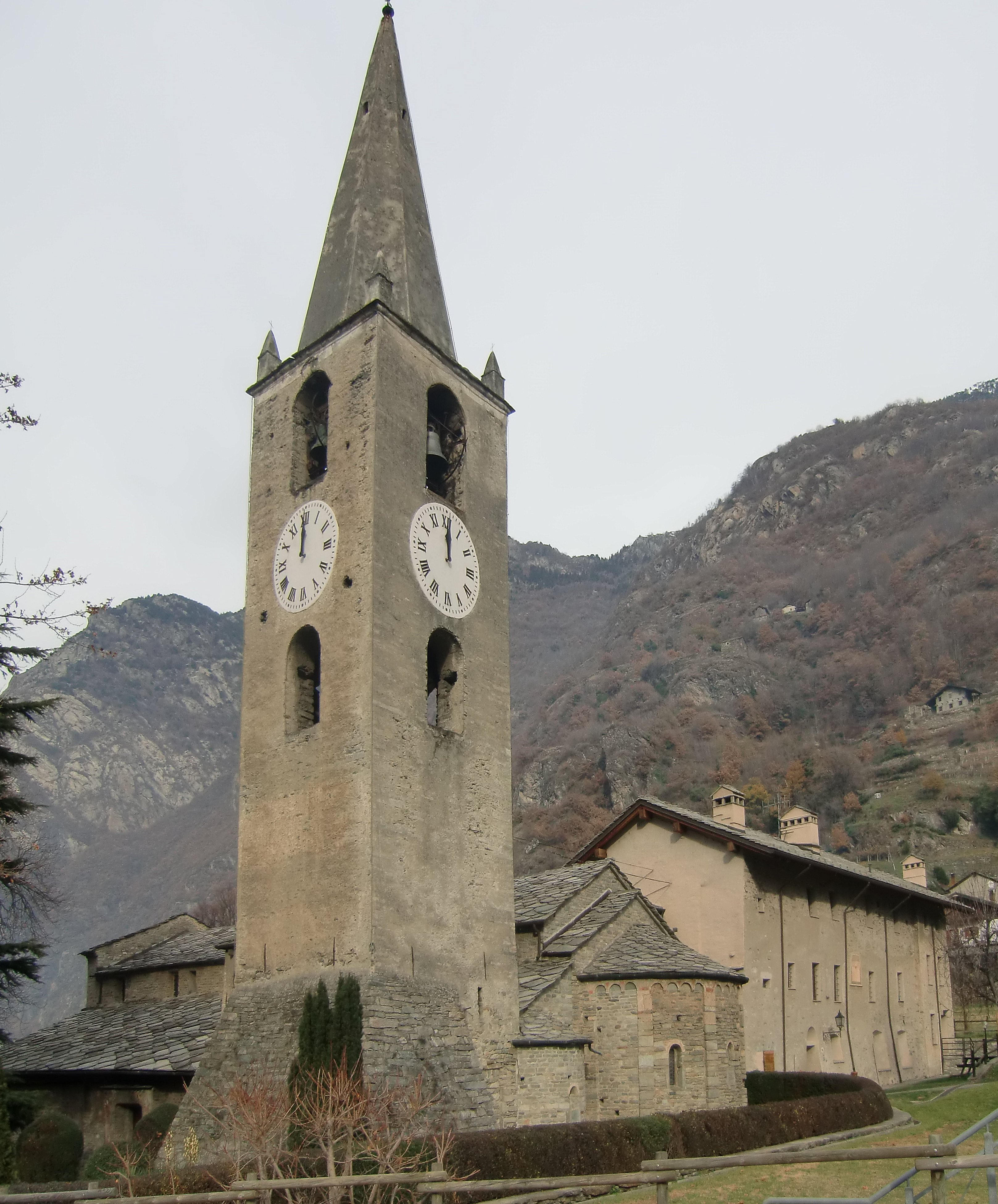
Campanile
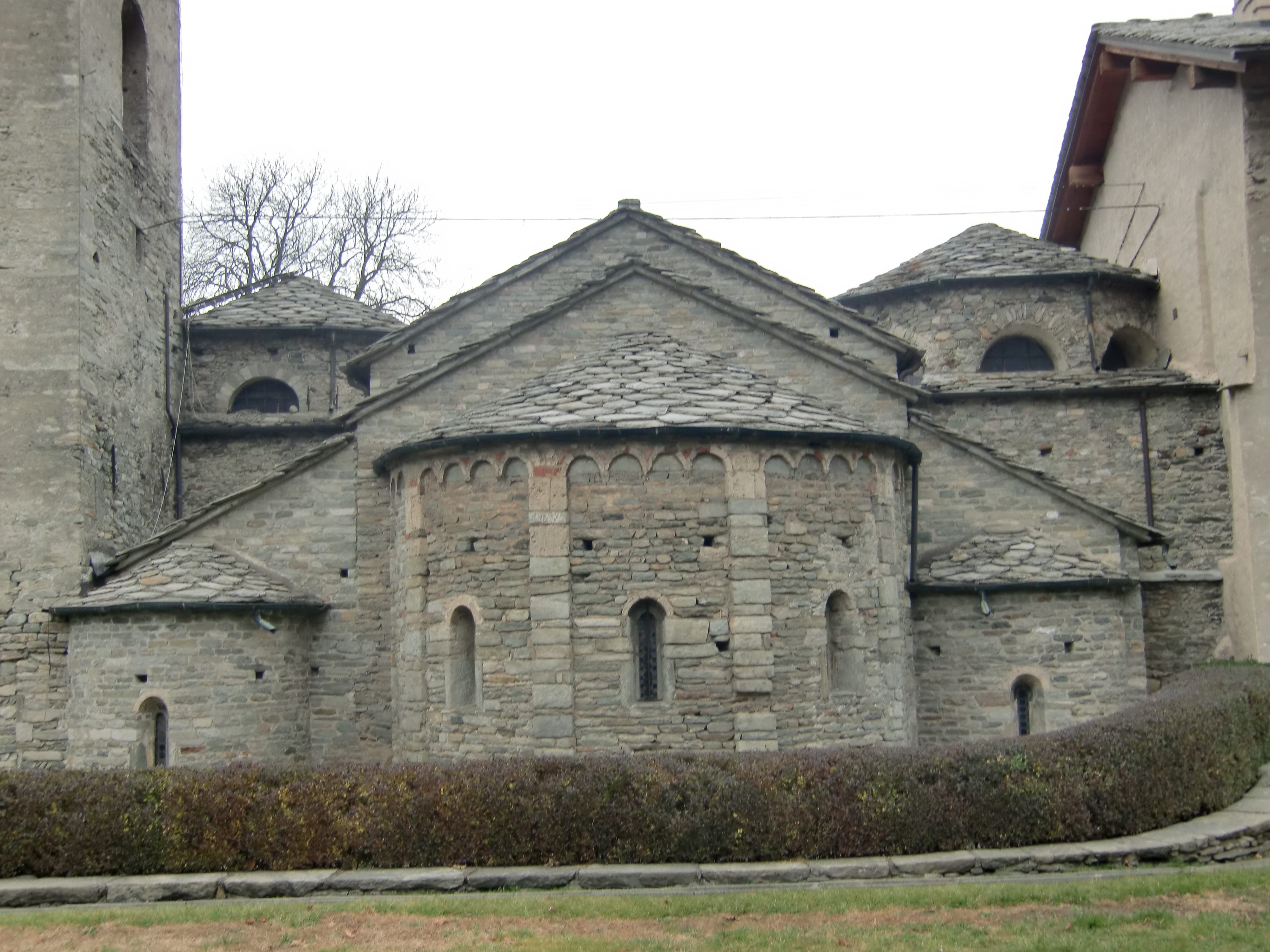
Absidi e cappelle laterali
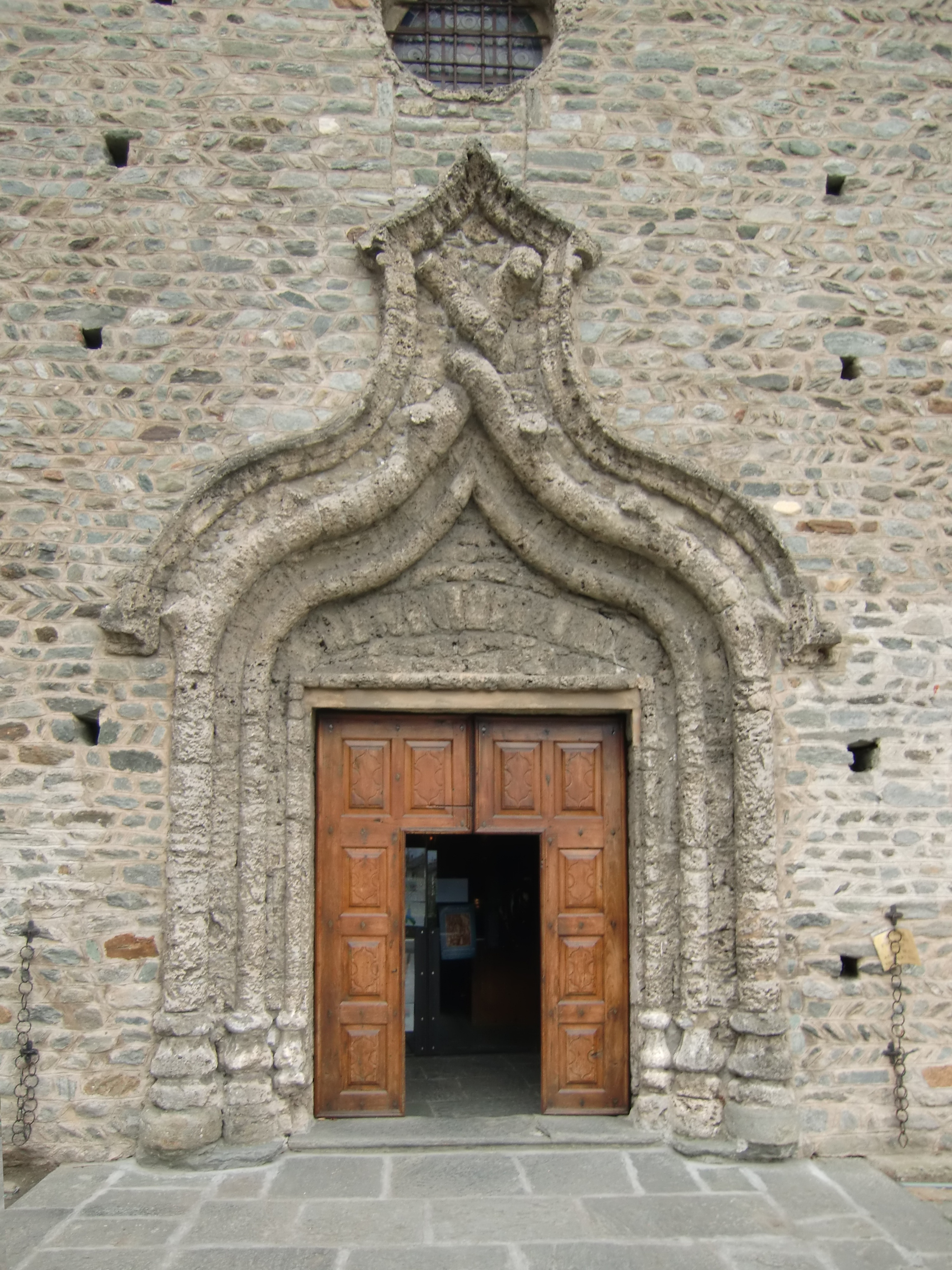
Il portale in facciata
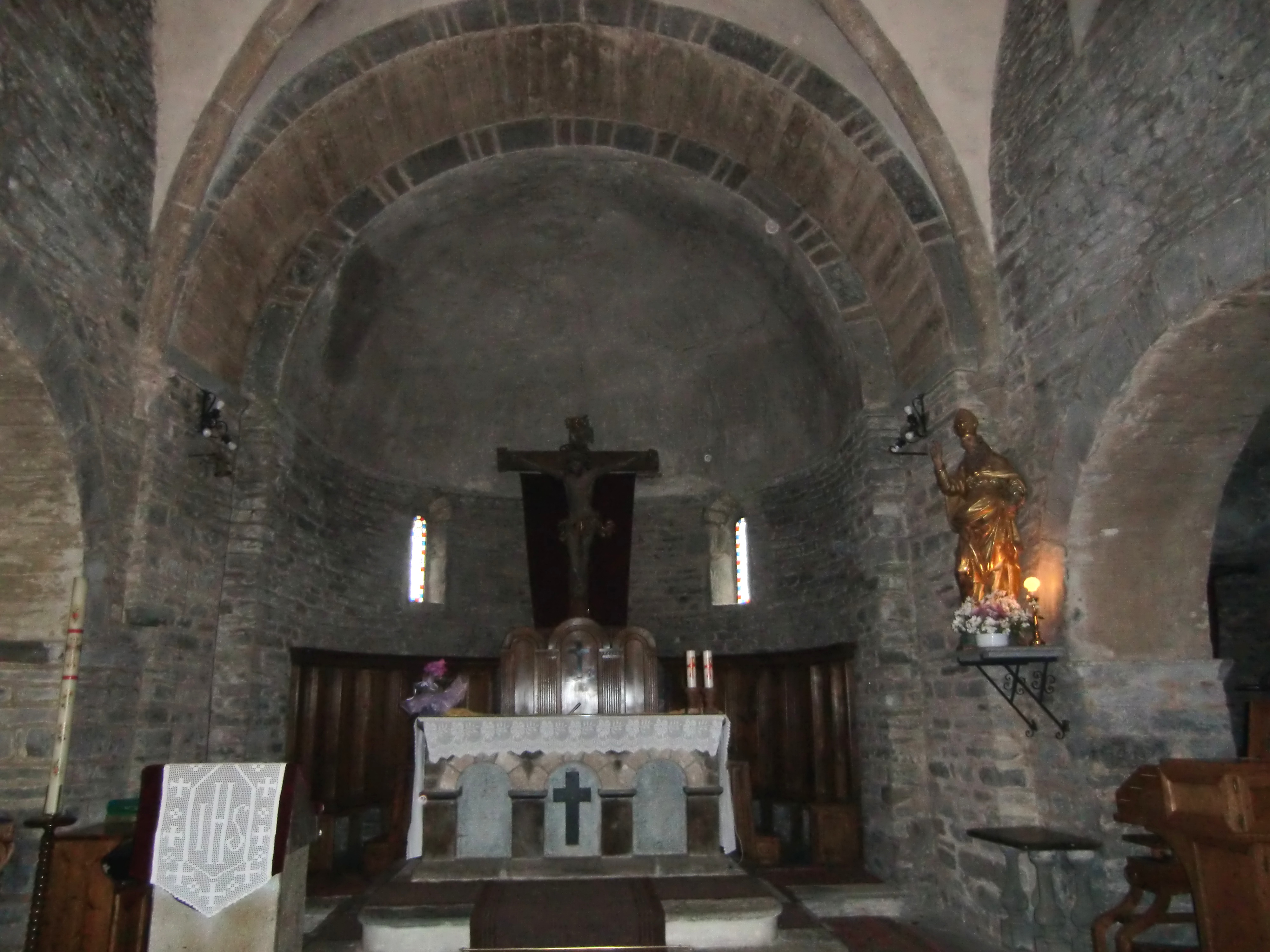
L'altare principale
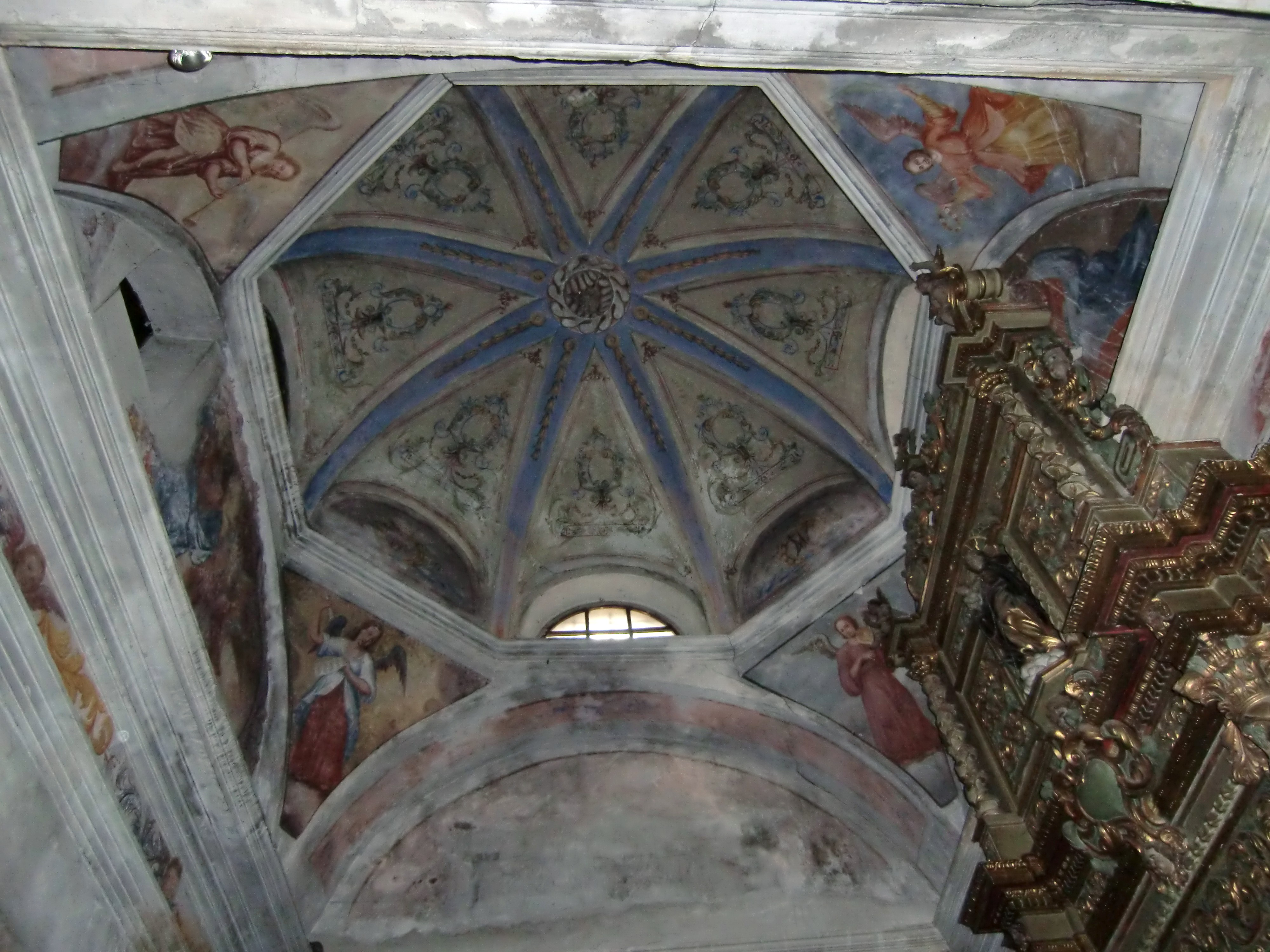
Cupola della cappella sulla navata destra
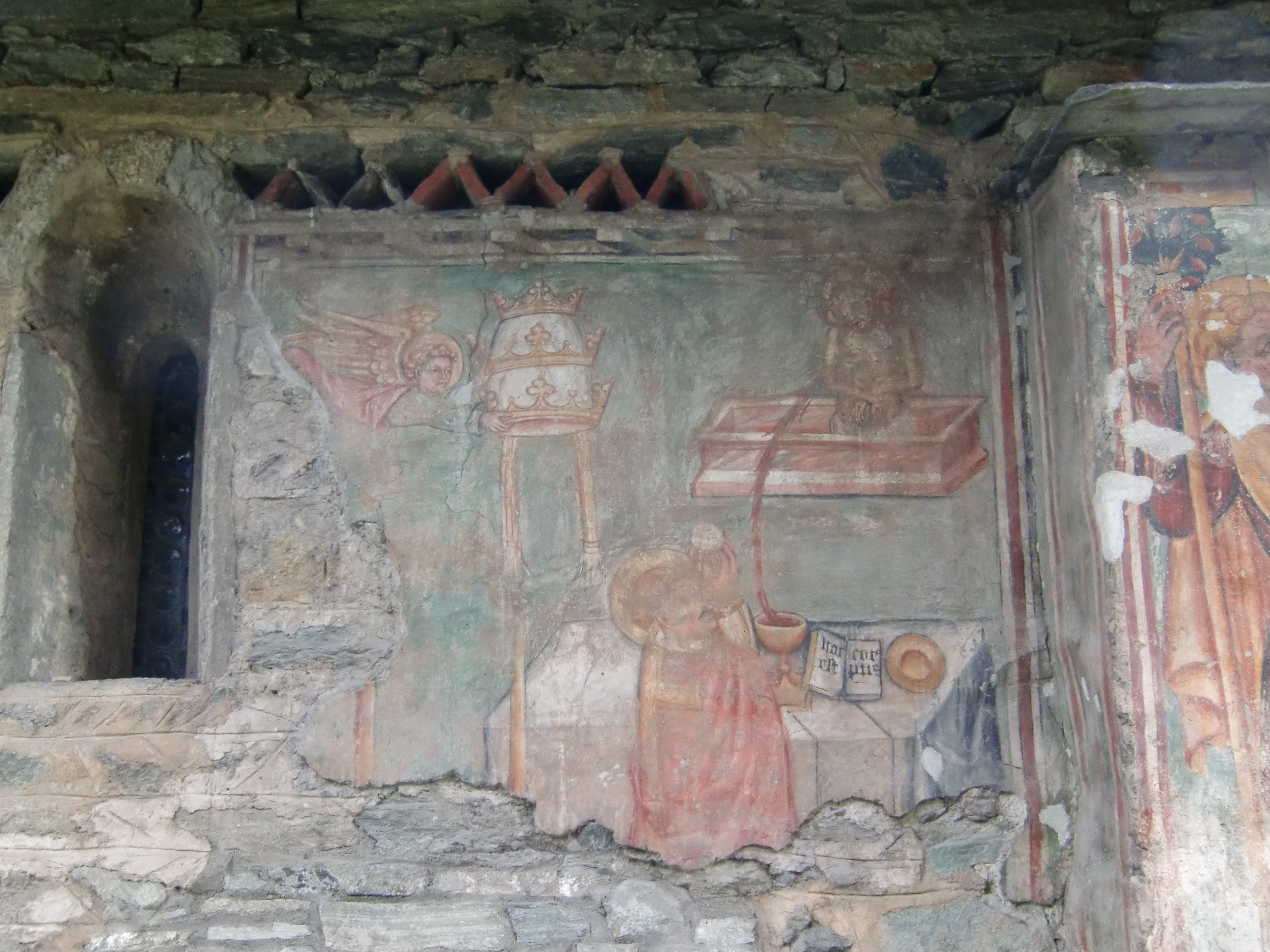
"Maestro di Arnad", Messa di San Gregorio
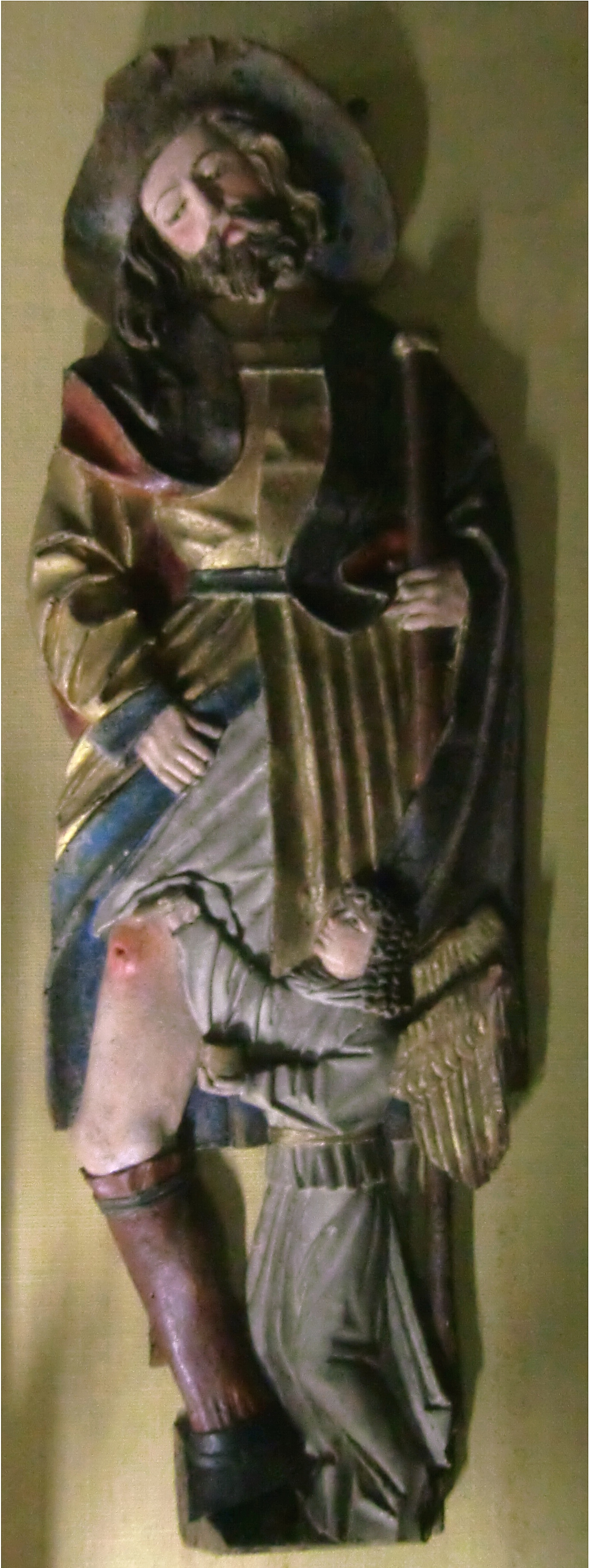
Bottega di Michael Parth, San Rocco, Museo parrocchiale